# 瓦达卡拉
瓦达卡拉（Vadakara），是印度喀拉拉邦Kozhikode县的一个城镇。总人口75740（2001年）。

## 人口
该地2001年总人口75740人，其中男性36457人，女性39283人；0—6岁人口8572人，其中男4336人，女4236人；识字率82.56%，其中男性为85.00%，女性为80.30%。